# Comuna Dobrîvoda, Radîvîliv
Dobrîvoda (în ucraineană Добривода) este o comună în raionul Radîvîliv, regiunea Rivne, Ucraina, formată din satele Dobrîvoda (reședința), Pidvîsoke și Stanislavî.

## Demografie
Componența lingvistică a comunei Dobrîvoda
     Ucraineană (99,32%)
     Alte limbi (0,68%)
Conform recensământului din 2001, majoritatea populației comunei Dobrîvoda era vorbitoare de ucraineană (99,32%), existând în minoritate și vorbitori de alte limbi.